# Поштаренко Павло Олександрович
Павло́ Олекса́ндрович Поштаре́нко (12 квітня 1991, Бровари, УРСР) — український футболіст, воротар.

## Життєпис
Займатися футболом Поштаренко почав у 6-річному віці в селищі Калинівка, що біля Броварів. Першим тренером хлопця був Ігор Дрозд. За декілька років батько почав возити Павла до Києва, де той тренувався у приватному дитячому клубі «Юніор». На змаганнях юного футболіста помітив тренер київського «Динамо» Валерій Краснощок та запросив хлопця до дитячо-юнацької школи «біло-синіх». Після завершення навчання в ДЮСШ Поштаренко виступав за резервні команди киян, однак до основи наблизитися так і не зміг. Дебют на професійному рівні відбувся 16 травня 2008 року.

## Досягнення
- Перша ліга чемпіонату України
  -  Чемпіон (1): 2015/16